# Cortes de la Frontera
Cortes de la Frontera és un poble de la província de Màlaga (Andalusia), que pertany a la comarca de la Serranía de Ronda. Està situat en la Vall del Guadiaro, en els últims contraforts de la Regió muntanyenca de Ronda, concretament als peus de la Sierra de los Pinos i Sierra Blanquilla i dominant la llera del riuc Guadiaro. Es tracta de la major comarca de Ronda i la segona de la província de Màlaga.
La majoria de la superfície es troba repartida entre els Parcs Naturals Serralada de Grazalema (24% del terme) i Los Alcornorcales (69,42% del terme), presumint de la seva privilegiada situació com a "bonsai" natural entre aquests dos espais naturals. S'hi accedeix per la carretera Ronda-Algesires (A-369), pels laterals creua Jimera de Líbar (14,4 km.) i la comarcal Dt.-555. Altres comunicacions són per la A-373 Villamartín-Gaucín. També per la línia fèrria Bobadilla-Algesires que és a 5 km del nucli urbà.